# Georg von Stosch
Georg Friedrich Karl Graf von Stosch (* 11. Juni 1866 in Hartau; † 12. Oktober 1914) war ein deutscher Verwaltungsjurist.

## Leben
Georg von Stosch studierte Rechtswissenschaften an der Georg-August-Universität Göttingen. 1886 wurde er Mitglied des Corps Saxonia Göttingen. Nach Studium und Referendariat trat er als Regierungsassessor in den preußischen Staatsdienst ein. 1896 wurde er zum Landrat des Landkreises Militsch ernannt. 1907 kam er als Oberregierungsrat zur Regierung Oppeln und wechselte noch im gleichen Jahr als kommissarischer zur Schlesischen Provinzialfeuersozietät. 1909 kehrte er als Oberregierungsrat und Stellvertreter des Regierungspräsidenten zur Oppelner Regierung zurück.
Zu Beginn des Ersten Weltkriegs rückte von Stosch ein als Hauptmann der Reserve im 1. Garde-Regiment zu Fuß. Er fiel am 12. Oktober 1914. Er war verheiratet mit Lilly von Eichmann (* 9. August 1869), einer Tochter des Diplomaten Friedrich von Eichmann.